# Tomás Loyarte
Juan Tomás Loyarte fue un futbolista argentino en la década del '10, '20 y del '30.

## Trayectoria

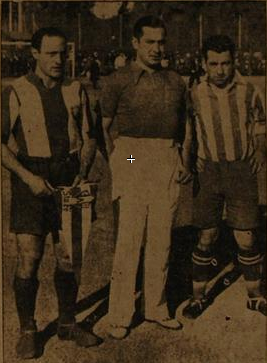
Loyarte en Unión a la derecha

Debutó en Central Santa Fe en 1919 para luego pasar a Rosario a jugar en el equipo de Ferrocarril Rosario a Puerto Belgrano, volvió a Santa Fe para jugar en Colón para luego irse a Newell's donde jugó un total de ocho partidos y metió dos goles, en el club rosarino fue campeón de la Copa Nicasio Vila, luego volvería a la ciudad de Santa Fe para jugar en Colón durante 2 años y fue dos veces campeón de la Federación Santafesina de Football, en el 1924 paso a Gimnasia y Esgrima y fue una de las grandes figuras, en Gimnasia y Esgrima fue dos veces campeón de la Federación Santafesina de Football y otras dos veces de la Liga Santafesina de Fútbol, ya en sus últimos años como futbolista paso a Unión de Santa Fe donde se retiró.

## Selección nacional
Fue partícipe de la selección Argentina que jugó el campeonato sudamericano en 1924 disputado en Uruguay, debutando el 12 de octubre en lo que fue empate frente a Paraguay, también metió un gol frente a Chile.

### Participación en el Campeonato Sudamericano
| Edición | Sede    | Selección | Resultado  | Partidos | Goles |
| ------- | ------- | --------- | ---------- | -------- | ----- |
| VIII    | Uruguay | Argentina | Subcampeón | 3        | 1     |

## Clubes

### Como jugador
| Club                                  | Provincia    | País      | Año       |
| ------------------------------------- | ------------ | --------- | --------- |
| Central Santa Fe                      | Santa Fe     | Argentina | 1919      |
| Ferrocarril Rosario a Puerto Belgrano | Santa Fe     | Argentina | 1920      |
| Colón                                 | Santa Fe     | Argentina | 1921      |
| Newell's Old Boys                     | Santa Fe     | Argentina | 1921-1922 |
| Colón                                 | Santa Fe     | Argentina | 1923-1924 |
| Gimnasia y Esgrima                    | Santa Fe     | Argentina | 1924-1933 |
| San Lorenzo                           | Buenos Aires | Argentina | 1933      |
| Unión                                 | Santa Fe     | Argentina | 1934-1936 |

### Como entrenador
| Club               | Provincia | País      | Año       |
| ------------------ | --------- | --------- | --------- |
| Unión              | Santa Fe  | Argentina | 1937      |
| Unión              | Santa Fe  | Argentina | 1940      |
| Unión              | Santa Fe  | Argentina | 1950-1951 |
| Gimnasia y Esgrima | Santa Fe  | Argentina | 1954-1958 |
| Colón              | Santa Fe  | Argentina | 1958      |

## Palmarés

### Campeonatos regionales
| Club               | Liga               | País      | Año  |
| ------------------ | ------------------ | --------- | ---- |
| Newell's Old Boys  | Rosarina           | Argentina | 1922 |
| Colón              | Santafesina        | Argentina | 1923 |
| Gimnasia y Esgrima | Fed. Santafesina   | Argentina | 1927 |
| Gimnasia y Esgrima | Fed. Santafesina   | Argentina | 1928 |
| Gimnasia y Esgrima | Santafesina        | Argentina | 1931 |
| Gimnasia y Esgrima | Santafesina        | Argentina | 1933 |
| Unión              | Santafesina        | Argentina | 1934 |
| Unión              | Santafesina        | Argentina | 1935 |
| Unión              | Torneo Preparación | Argentina | 1935 |
| Unión              | Santafesina        | Argentina | 1936 |